# Alchemy
Мікропроцесори Alchemy — це сімейство низькопотужних процесорів, які засновані на архітектурі MIPS. Сімейство процесорів Alchemy використовувалися компаніями AMD, Raza Microelectronics та Sun Microsystems у своїх продуктах, таких як вбудовувані системи, як мережеві процесори.
Продукти, які містять процесор:
- Тонкі клієнти серії Sun Ray 2.
- Деякі моделі мультимедійних програвачів Cowon.
- карти віддаленого адміністрування Dell DRAC5.